# Maurizio Ventriglia
Maurizio Ventriglia (Bologna, 25 agosto 1954) è un regista italiano.

## Biografia
Nel 1978 debuttò nella regia radiofonica e da allora alternò tale attività a quella di regista per la tv.
In radio firmò tra l'altro tutti i programmi di Michele Mirabella e Toni Garrani. In televisione debuttò con il varietà del sabato sera Per tutta la vita...? in onda già da due anni e precedentemente diretto da Gian Carlo Nicotra.
Seguirà la regia anche nell'edizione del 2000 e poi, dopo un anno di pausa del programma, nel 2002.
Dal 2002 fu regista dello Zecchino d'Oro che seguirà con attenzione e professionalità da quell'edizione numero 45 alla 54ª nel 2011. Inoltre sarà regista di molti speciali dello Zecchino di quegli anni.
Dopo dieci anni di assenza del programma, Maurizio Ventriglia diresse una nuova edizione di Per tutta la vita...?, che però a causa dei bassi ascolti verrà interrotto alla seconda puntata.
Dal 2012 seguì le note del Piccolo Coro come regista degli speciali realizzati da Rai YoYo e Antoniano di Bologna:
- "Nonni... d'Oro Zecchino" - Ottobre 2012

- "Natale con YoYo" - Dicembre 2012

- "Festa del Papà 2013" - Marzo 2013

- "Festa della Mamma 2013" - Maggio 2013
- "Uno Zecchino per papà" - Marzo 2015-2017
- "Uno Zecchino per mamma" - Maggio 2015 e 2017

Per TV2000 fu regista di Casa Zecchino, programma speciale realizzato dall'Antoniano di Bologna in onda dal 23 dicembre 2013 dal lunedì al venerdì alle 15.10.
Il 24 e 25 dicembre 2021 curò la regia di due  appuntamenti natalizi dell'Antoniano legati allo Zecchino d'Oro su Rai 1: L'attesa e Lo Zecchino di Natale,